# Златка волнистая дубовая
Златка волнистая дубовая (лат. Coraebus undatus) — вид жуков-златок. Длина тела взрослых насекомых (имаго) 11—14 мм. Тело зелёное. Надкрылья затемнены к вершине. Щиток гладкий.
Развиваются на различных видах дуба. До окукливания могут проходить пять личиночных стадий.
Обитают в Средиземноморье, хотя встречаются и в Центральной Европе.